# ماريا تريزا رويز
ماريا تريزا رويز (بالإسبانية: María Teresa Ruiz) (مواليد 24 سبتمبر 1946) هي عالمة فلك من تشيلي. وهي أول امرأة تحصل على الجائزة الوطنية للعلوم.

## سيرتها
ولدت ماريا تريزا رويز في سانتياغو عام 1946. وهي أول امرأة درست علوم الفلك في جامعة تشيلي. التحقت بعد ذلك بجامعة برنستون وحصلت على درجة الماجستير في الفيزياء الفلكية.
أجرت ماريا أبحاثاً في المكسيك وترييستي ونيويورك ثم حصلت على زمالة غوغنهايم. اكتشفت القزم البني Kelu 1.

## جوائز
- كرسي الرئاسة في العلوم، 1996
- وسام المستشار، جامعة تشيلي، 1996
- الجائزة الوطنية في العلوم، 1997
- وسام المستشار، جامعة تشيلي، 1998
- زميل أكاديمية العلوم، 1998
- جائزة لابركا للاستحقاق، 2000